# Durbin-Watson-Test
Der Durbin-Watson-Test ist ein statistischer Test, mit dem man versucht zu überprüfen, ob eine Autokorrelation 1. Ordnung vorliegt, d. h., ob die Korrelation zwischen zwei aufeinanderfolgenden Residualgrößen bei einer Regressionsanalyse ungleich null ist. Der Test wurde von dem britischen Statistiker James Durbin und dem Australier Geoffrey Watson entwickelt.

## Vorgehen

### Hypothesen
Die Störterme werden bei Autokorrelation 1. Ordnung wie folgt modelliert {\displaystyle \epsilon _{t}=\rho _{1}\epsilon _{t-1}+\nu _{t}}. Beim Durbin-Watson-Test wird eine Nullhypothese, die besagt, dass keine Autokorrelation vorliegt ({\displaystyle \rho _{1}=0}) und deren Gegenhypothese, welche aussagt, dass Autokorrelation vorliegt ({\displaystyle \rho _{1}\neq 0}), aufgestellt.

### Teststatistik
Die Teststatistik lautet:
{\displaystyle d:={\frac {\sum _{t=2}^{T}(\epsilon _{t}-\epsilon _{t-1})^{2}}{\sum _{t=1}^{T}\epsilon _{t}^{2}}}\approx 2(1-{\hat {\rho }}_{1})}
Hierbei bezeichnen die {\displaystyle \epsilon _{t}} jeweils die Residuen der Regression in der {\displaystyle t}-ten Periode. Wenn die Differenz zwischen den Residualgrößen sehr klein bzw. sehr groß ist, so liegt positive bzw. negative Autokorrelation vor. Dies führt dazu, dass der Durbin-Watson-Wert {\displaystyle d} gegen den Wert null bzw. vier strebt.

### Testentscheidung
| Wert der Teststatistik | Korrelation                             | Bedeutung                         |
| ---------------------- | --------------------------------------- | --------------------------------- |
| {\displaystyle d=2\,}  | {\displaystyle {\hat {\rho }}_{1}=0\,}  | keine Autokorrelation             |
| {\displaystyle d=0\,}  | {\displaystyle {\hat {\rho }}_{1}=1\,}  | perfekte positive Autokorrelation |
| {\displaystyle d=4\,}  | {\displaystyle {\hat {\rho }}_{1}=-1\,} | perfekte negative Autokorrelation |

Die An- und Ablehnungsbereiche können tabellarisch ermittelt werden. Für {\displaystyle d<d_{u}} liegt positive Autokorrelation vor, für {\displaystyle d>4-d_{u}} negative Autokorrelation, zwischen {\displaystyle d_{o}} und {\displaystyle 4-d_{o}} liegt keine Autokorrelation vor. In den Intervallen {\displaystyle \lbrack d_{u};d_{o}\rbrack } und {\displaystyle \lbrack 4-d_{o};4-d_{u}\rbrack } liegen Unschärfebereiche vor, in denen keine Aussagen getroffen werden können.

## Durbin h-Statistik
Bei autoregressiven Modellen ist diese Teststatistik zum Wert zwei hin verzerrt, sodass die Autokorrelation unterschätzt wird. Allerdings lässt sich aus der obigen Statistik leicht die bei großen Stichproben standardnormalverteilte und unverzerrte Durbin h-Statistik herleiten:
{\displaystyle h=\left(1-{\frac {1}{2}}d\right){\sqrt {\frac {T}{1-T\cdot {\widehat {\mathrm {Var} }}\left({\hat {\beta }}\right)}}}},
wobei {\displaystyle {\widehat {\mathrm {Var} }}\left({\hat {\beta }}\right)} die geschätzte Varianz des Regressionskoeffizienten der zeitlich verzögerten endogenen Variable ist und {\displaystyle T\cdot {\widehat {\mathrm {Var} }}\left({\hat {\beta }}\right)<1} sein muss.

## Durbin-Watson-Test für Paneldaten
Für Paneldaten lässt sich die obige Teststatistik wie folgt verallgemeinern:
{\displaystyle d_{pd}={\frac {\sum _{i=1}^{N}\sum _{t=2}^{T}(\epsilon _{it}-\epsilon _{i,t-1})^{2}}{\sum _{i=1}^{N}\sum _{t=1}^{T}\epsilon _{it}^{2}}}}, mit {\displaystyle \epsilon _{it}} = Residuen der Within-Regression
Diese Teststatistik wird dann mit den in Abhängigkeit von T (Länge des balancierten Paneldatensatzes), K (Zahl der Regressoren) und N (Zahl der beobachteten Individuen) tabellierten Annahme- und Ablehnungsbereiche verglichen [siehe hierzu bspw. Bhargava et al. (1982), Seite 537]. Eine Variante dieser Statistik für unbalancierte Paneldaten wurde von Baltagi und Wu (1999) entwickelt.